# Anne Applebaum
Anne Elizabeth Applebaum (Washington D.C., 1964. július 25. –) amerikai történész és újságíró, a Washington Post és a Slate rendszeres cikkírója, publikál a New Republic, a New York Review of Books és a Spectator hasábjain. A Transitions Forum vezetője a londoni Legatum Institute-ban.

## Tanulmányok
Miután diplomát szerzett a Yale Egyetemen, elnyerte a Marshall ösztöndíjat, melynek keretében az Egyesült Királyságban folytathatta tanulmányait a LSE (London School of Economics) és a St. Antony College-ben, Oxfordban. Férje, Radosław Sikorski, lengyel politikus és író. Két gyermekük van, Alexander és Tadeusz.

## Karrier
Korábban tagja volt a Washington Post szerkesztőbizottságának és a londoni Spectator magazin külpolitikai és helyettes szerkesztőjeként is dolgozott, továbbá az Evening Standard politikai szerkesztője és több brit újság köztük a Daily és Sunday Telegraph publicistája. 1988 és 1991 tudósított a kommunizmus összeomlásáról, mint az Economist magazin varsói tudósítója.

## Könyvei
Könyve, a „Gulag története I–II.” 2003-ban jelent meg, (magyar fordításban 2005-ben), és elnyerte a Pulitzer-díjat ismeretterjesztő irodalom kategóriában 2004-ben. A könyv a szovjet koncentrációs táborok rendszerét és a mindennapi életet írja le a táborokban, részleteit komolyan alátámasztva a nemrég megnyitott orosz archívumok adataival, továbbá visszaemlékezésekkel és interjúkkal. A Gulag története I–II. több mint két tucat nyelven jelent meg.
„A Vasfüggöny – Kelet-Európa megtörése 1944–1956” című könyve 2012-ben jelent meg, magyar fordításban pedig 2014-ben az Európa Könyvkiadó gondozásában. A könyv a szovjet totalitarizmus bevezetéséről szól Közép-Európában a második világháború után. A Vasfüggöny elnyerte a Cundill történeti-irodalmi díjat és Westminster Hercegének kitüntetését (a háborús irodalmi művekért adományozott elismerés), az Arthur Ross ezüstérmet a Külkapcsolatok Tanácsától (Council on Foreign Relations), továbbá bekerült a National Book Award és a Pen/Faulkner Award jelöltjei közé.
Társszerzője volt egy szakácskönyvnek (Egy lengyel vidéki kúria konyhája), valamint egy 1993-as úti beszámoló szerzője (Kelet és Nyugat között: Európa határvidékén), amelyben Litvániában, Fehéroroszországban és Ukrajnában tett utazását írja le a Szovjetunió felbomlása előtt. A Gulag hangjai (Gulag emlékiratok gyűjteménye) antológia szerkesztője is volt.

## Művei
- Between East and West: Across the Borderlands of Europe, Pantheon Books, 1994 ISBN 0-6794-2150-5. Magyarul Kelet és Nyugat között. Európa határvidékén; ford. Szabó László Zsolt; Örökség Kultúrpolitikai Intézet, Budapest, 2016 (Nyugat-eurázsiai idő)
- Gulag: A History, Doubleday, 2003, ISBN 0-7679-0056-1
  - magyarul A Gulag története, 1-2.; ford. Tomori Gábor, versford. N. Kiss Zsuzsa; Európa, Budapest, 2005
- Iron Curtain: The Crushing of Eastern Europe, 1944–1956, Penguin Books, 2012 ISBN 978-0-713-99868-9
  - magyarul Vasfüggöny. Kelet-Európa megtörése, 1944–1956; ford. Szabó Hedvig; Európa, Budapest, 2014
- Gulag Voice. An Anthology, Yale University Press, 2011, 224 pages, ISBN 978-0-300-17783-1
- From a Polish Country House Kitchen, Chronicle Books, 2012, 288 pages, ISBN 1-452-11055-7
- Red Famine: Stalin's War on Ukraine, Penguin Random House, 2017, ISBN 978-0-385-53885-5
  - magyarul Vörös éhínség. Sztálin háborúja Ukrajna ellen; ford. Tomori Gábor; Európa, Budapest, 2020
- Twilight of Democracy: The Seductive Lure of Authoritarianism, Doubleday, 2020, ISBN 978-0-385-54580-8
- Autocracy, Inc.: The Dictators Who Want to Run the World, Doubleday, 2024, ISBN 978-0-385-54993-6

## Magyar vonatkozások
- Anne Applebaumot a közép-kelet európai szabadság és demokrácia előmozdításáért tett erőfeszítéseiért 2010. december 14-én Petőfi-díjjal jutalmazták, melyet a Terror Házában tartott ünnepségen vett át.
- A Vasfüggöny – Kelet-Európa megtörése 1944–1956 című könyvét 2014. április 26-án a XXI. Budapesti Nemzetközi Könyvfesztiválon mutatták be ahol Ungváry Krisztián történésszel Betlen János újságíróval beszélgetett a megjelenés kapcsán.
- 2018 elején ismét Budapesten járt és Az egypártrendszer kitartó varázsa címmel előadást tartott a Közép-európai Egyetemen.[23]